# Lectura fàcil

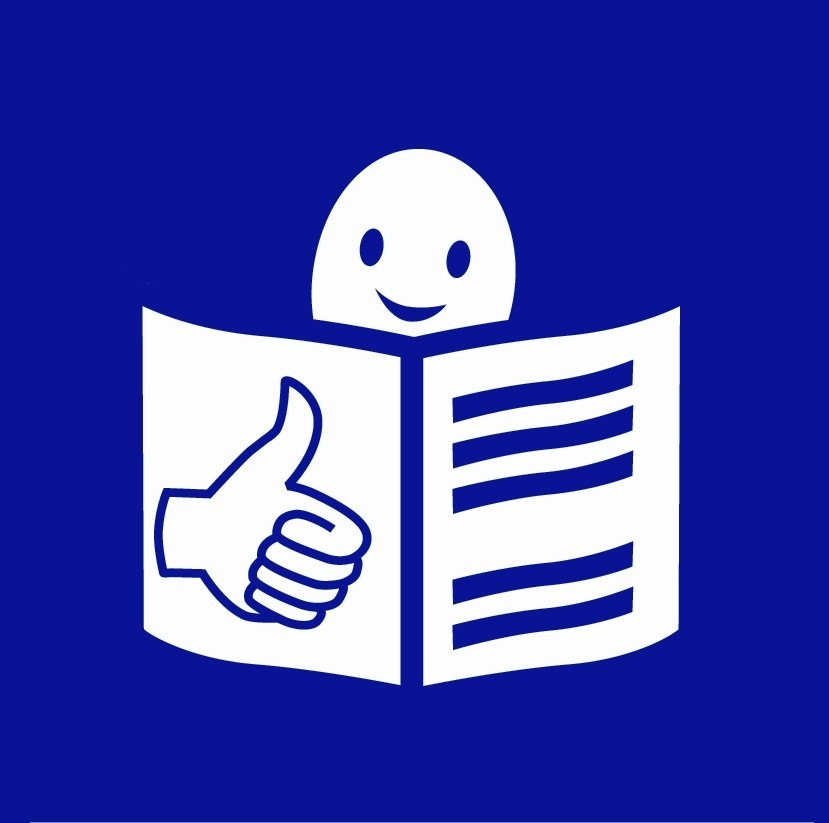
Logotip dels documents validats com de Lectura Fàcil a l'estat francès (FALC, "Facile à lire et à comprendre")

La lectura fàcil és un conjunt de tècniques per fer materials lectors amb especial cura per poder ser llegits i entesos per tots aquells que tenen dificultats lectores i/o de comprensió.
Segons estudis internacionals, més d'un 25% de la població no arriba al nivell d'alfabetització o d'habilitats lectores que caldria esperar.
Són llibres, documents administratius i legals, textos informatius, pàgines web… que segueixen les directrius internacionals de l'IFLA: Directrius per a materials de Lectura Fàcil i El camino más fácil. Directrices europeas para generar información de fácil lectura, de l'ILSMH (actualment Inclusion Europe). El 2018 AENOR va publicar la «Norma UNE 153101:2018 EX Lectura Fàcil. Pautes i recomanacions per a la elaboració de documents», que estableix pautes per a l'elaboració de continguts de lectura fàcil. El mateix any es van publicar les «Pautes internacionals d’accessibilitat al contingut 2.1» (WCAG 2.1, per les inicials en anglès), que va establir paràmetres més restrictius per a la presentació de continguts en llocs web. A la Catalunya Nord s'hi pot trobar la iniciativa de l'estat francès anomenada «Facile à lire et à comprendre» (FALC), que identifica amb un logotip els textos i documents que segueixen les pautes de lectura fàcil.
L'objectiu de les publicacions de Lectura Fàcil és oferir de manera fàcil i entenedora textos adequats per a diferents grups d'edat. Aconseguir aquest tipus de producte exigeix que l'escriptor i l'editor tinguin especial cura del contingut, del llenguatge, de les il·lustracions i també del disseny gràfic i la maquetació.
Aquests materials s'identifiquen gràcies als logotips que els validen com a Lectura Fàcil. El 2023 el món social i cooperatiu català va promoure la iniciativa «Fàcilment», un servei per validar textos i fer-los accessibles a tota mena de diversitats funcionals.

## Legislació
Tenir accés a la cultura, la literatura i la informació (i en una forma entenedora) és un dret democràtic. El dret d'accedir a una informació en format Lectura Fàcil està reconegut per la Llei 13/2014, del 30 d'octubre, d'accessibilitat aprovada pel Parlament de Catalunya el 2014 i ha estat adaptada a Lectura Fàcil.

## Destinataris

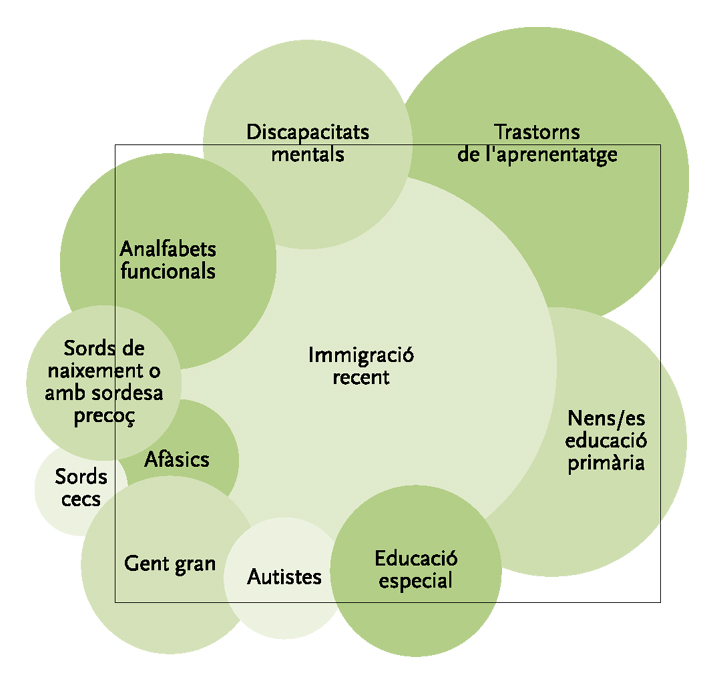
Grups destinataris de Lectura Fàcil. Font: adaptació del gràfic de Guidelines for Easy-To-Read materials

Hi ha moltes causes que expliquen les dificultats de lectura i són molt diverses les persones que, per una discapacitat o algun altre problema, poden beneficiar-se dels materials de Lectura Fàcil.
La Lectura Fàcil s'adreça a tothom i en especial a les persones amb dificultats lectores transitòries (immigració, incorporació tardana a la lectura, escolarització deficient, trastorns de l'aprenentatge…) o permanents (diversitat funcional, discapacitats sensorials o psíquiques, senilitat…).

## Pautes de lectura fàcil
S'han identificat unes quantes directrius i factors generals que fan un text (literari) fàcil de llegir i entendre:
- Escriure de manera concreta, sense llenguatge abstracte.
- L'acció ha de seguir un sol fil, amb continuïtat lògica.
- L'acció ha de ser directa i simple, sense llargues introduccions ni la implicació de gaires personatges.
- Evitar el llenguatge simbòlic (metàfores).
- Evitar que hi hagi diverses accions en una sola frase. Si és possible, posar una oració per línia.
- Evitar paraules difícils, utilitzant un llenguatge adult i digne.